# Нинослав Марина
Нинослав Марина (на македонска литературна норма: Нинослав Марина) е ректор на Университета по информационни науки и технологии в Охрид, Република Македония.

## Биография
Роден е в Скопие, Югославия, в 1974 година. След завършването на висше образование във Факултета по електротехника на Скопския университет защитава докторска дисертация във Федералното политехническо училище в Лозана през 2004 г. Докторският труд на Марина се отнася до прилагане на информационна теория в безжичните комуникации и той е реализиран в партньорство с Изследователския център на Нокиа в Хелзинки. От 2005 до 2007 г., Нинослав Марина работи като директор за изследвания и развитие в Соуун Текнолъджис. От 2007 до 2008 г., Марина е гост-изследовател в Хавайския университет в Мано. През 2008 и 2009 г. Марина работи като пост-докторантски изследовател в Университета в Осло. От 2010 до 2012 г. Нинослав Марина е гостуващ пост-докторантски изследовател-сътрудник Принстънския университет.
Професор Марина е бил гостуващ професор на двадесет университета по света, включително в САЩ, Япония, Великобритания, Израел, Русия, Бразилия, Хонг Конг, Норвегия, Финландия, Португалия и Чехия. Марина има отлични постижения и опит в предоставянето на достъп до финансови средства чрез използване на публични инструменти за финансиране на търговски и научни изследователски проекти, като: Швейцарската национална фондация за наука, Европейската комисия и Европейската космическа агенция. Марина е бил експерт за оценка и рецензент в рамките на 6-ата и 7-ата рамкова програма на Европейската комисия. Д-р Марина е член на Института на инженерите по електротехника и електроника и е един от съоснователите на Македонската секция на Дружеството за информационна теория при Института на инженерите по електротехника и електроника.